# Rosiers-de-Juillac
 Rosiers-de-Juillac  là một xã thuộc tỉnh Corrèze trong vùng Nouvelle-Aquitaine miền trung Pháp.